# Весь світ в очах твоїх…
«Весь світ в очах твоїх…» (рос. «Весь мир в глазах твоих…») — український радянський художній фільм, відзнятий у 1977 році на кіностудії «Київська кіностудія художніх фільмів ім. О. Довженка». Романтична історія про перше кохання, яке проходить крізь випробування, однак юні герої не зраджують своїм почуттям.

## Деталі сюжету
17-річний Віктор вирішив заробити грошей на магнітофон, для чого влаштувався на роботу маляром. Фарбуючи дах, помітив у вікні будинку навпроти симпатичну дівчину, в яку закохався. За допомогою свого молодшого товариша знайшов незнайомку і познайомився. Але життя приготувало Віктору серйозний іспит — дівчина хвора: через травму, отриману в автокатастрофі, Віра прикута до ліжка. На неї чекає чергова складна операція, — можливо вирішальна….
Що відчуває головний герой — кохання чи жалість до травмованої дівчини? Про це розповідає фільм.
Події розгортаються в Києві на фоні прекрасних, ще не спотворених сучасною урбанізацією пейзажів центра міста та Русанівки.

## Акторський склад
- Віра Снєжина — Віра
- Володимир Шпудейко — Віктор
- Костянтин Степанков — батько Віри
- Сашко Силін — Вовка
- Катя Гражданська — Аня
- Анатолій Матешко
- Володимир Антонов
- В. Васильєв
- Євген Весник
- Н. Голозубов
- Неоніла Гнеповська
- С. Грабченко
- Ірина Дорошенко
- Любов Комарецька (в титрах В. Комарецька)
- Олександр Мілютін
- Сергій Озіряний
- Алла Усенко
- Роман Філіппов

## Знімальна група
- Режисери-постановники: Станіслав Клименко, Іван Симоненко
- Сценарист: Геннадій Бокарєв
- Композитор: Ігор Поклад
- Художники-постановники: Михайло Юферов, Микола Поштаренко
- Оператор-постановник: Валерій Рожко
- Звукорежисер: Олександр Кузьмін
- Костюми: Л. Леонідової
- Художник по гриму: Ю. Клименко
- Оператор комбінованих зйомок: Микола Шабаєв
- Монтажер: Інна Басніна
- Редактор: Марина Меднікова
- Директор картини: Алла Титова

## Нагороди
- 1978 — Головний приз фестивалю, приз глядацьких симпатій; дипломи: художникам Михайлу Юферову і Миколі Поштаренку, виконавцю головної ролі Володимиру Шпудейку, композитору Ігору Покладу — на Республіканському кінофестивалі у Кременчуці.[1]
- 1978 — Дипломи Станіславу Клименку та Івану Симоненку за режисерський дебют — на кінофестивалі «Молодість-78».[1]
- 1984 — Премії ім. М.Островського 1984 р. удостоєно режисера Станіслава Клименка за роботу над фільмами «Весь світ в очах твоїх…», «Дударики» і «Вир».[2]